# FC Oleksandria
El FC Oleksandria (en ucraniano: ФК Олександрія) es un club de fútbol ucraniano de la ciudad de Oleksandría, región de Kirovogrado. El club fue fundado en 1948, sus colores son el verde, amarillo y negro y juega sus partidos como local en el CSC Nika. Actualmente juega en la Liga Premier de Ucrania. En la temporada 2024/25, logró el mayor éxito de su historia al finalizar en segundo lugar de la liga, por detrás del Dinamo de Kiev y superando al Shajtar Donetsk.

## Antiguos nombres
| Year    | Name             |
| 1948-90 | Shajtar          |
| 1991–03 | Polihraftechnika |
| 2003–06 | FC Oleksandria   |
| 2006–14 | PFC Oleksandria  |
| 2014–   | FC Oleksandria   |

## Palmarés
- Persha Liha (2): 2010–11, 2014-15
- Druha Liha (1): 2005–06
- Kirovohrad Oblast (1): 1990[5]

## Participación en competiciones de la UEFA
| Temporada | Torneo                 | Ronda             | Club             | Casa | Visita | Global   |  |
| --------- | ---------------------- | ----------------- | ---------------- | ---- | ------ | -------- |  |
| 2016–17   | UEFA Europa League     | 3ª Clasificatoria | HNK Hajduk Split | 0–3  | 1–3    | 1–6      |  |
| 2017–18   | UEFA Europa League     | 3ª Clasificatoria | Astra Giurgiu    | 1–0  | 0–0    | 1–0      |  |
| 2017–18   | UEFA Europa League     | Playoff           | BATE Borisov     | 1–2  | 1–1    | 2–3      |  |
| 2019-20   | UEFA Europa League     | Grupo I           | Wolfsburgo       | 0–1  | 1–3    | 4° lugar |  |
| 2019-20   | UEFA Europa League     | Grupo I           | Gent             | 1–1  | 1–2    | 4° lugar |  |
| 2019-20   | UEFA Europa League     | Grupo I           | Saint-Étienne    | 2–2  | 1–1    | 4° lugar |  |
| 2025−26   | UEFA Conference League | 2ª Clasificatoria | Partizan         | 0–2  | 0–4    | 0–6      |  |